# Dernière guerre civile de la République romaine
Guerres civiles romaines
La dernière guerre civile de la République romaine, également connue sous le nom de guerre civile d'Antoine ou encore la guerre entre Antoine et Octavien, fut le dernier conflit des guerres civiles romaines de la République romaine. Elle fut livrée entre Cléopâtre (soutenue par Marc Antoine) et Octavien. Après que le Sénat romain a déclaré la guerre à la Reine Cléopâtre d'Égypte, Antoine, son amant et allié rejoignit le camp de Cléopâtre. Après la victoire décisive d'Octave à Actium, Cléopâtre et Antoine se retirèrent à Alexandrie, où Octave assiégea la cité jusqu'au suicide d'Antoine et de Cléopâtre.
Après la fin de la guerre, Octavien apporta la paix au sein de l'État romain qui avait été déchiré par un siècle de guerres civiles. Il devint ainsi l'homme le plus puissant du monde romain et le Sénat lui accorda le nom d'Auguste en 27 av. J.-C. Octavien, désormais nommé Auguste, sera le premier empereur romain et transformera par la suite la République oligarchique et démocratique en un véritable empire autocratique.
La dernière guerre civile républicaine marque le début de la Pax Romana, la plus longue période de paix et de stabilité qu'a connu le bassin méditerranéen jusqu'à aujourd'hui.

## Prémices politiques et militaires
Sous le Second triumvirat, Octave (le principal héritier de Jules César mais pas le seul), Marc Antoine et Marcus Aemilius Lepidus étaient intervenus pour tenter d'occuper le pouvoir vacant après l'assassinat de Jules César. Après que le Triumvirat eut défait Marcus Junius Brutus et Gaius Cassius Longinus à la bataille de Philippes en 42 av. J.-C. et que Marcus Aemilius Lepidus fut expulsé du Triumvirat en l'an 36 av. J.-C., Octavien et Antoine devinrent les deux hommes les plus puissants du monde romain. Octavien prit le contrôle des provinces romaines de l'ouest, incluant ainsi l'Hispanie, la Gaule, et la province d'Italie et d'Afrique. Antoine, quant à lui, reçut le contrôle de l'est, à savoir la Grèce romaine, la province d'Asie, la Syrie et pour finir l'Égypte des Ptolémées.
Durant un temps, Rome connut la paix. Octavien mit fin aux révoltes dans l'ouest pendant qu'Antoine réorganisa l'est des territoires ; cependant, cette paix ne fut hélas que de courte durée. Antoine eut une liaison avec la reine d'Égypte, Cléopâtre VII. Rome, et plus particulièrement Octavien, eut vent des actions d'Antoine. Depuis l'an 40 av. J.-C., Antoine était marié à Octavia Thurina Minor, la sœur d'Octavien. Octavien saisit l'occasion qui se présentait à lui et mena par l'intermédiaire de son ministre Gaius Maecenas une campagne de propagande à l'encontre d'Antoine.
Tout Rome fut stupéfait quand elle entendit parler des Donations d'Alexandrie, projet d'Antoine consistant à faire certains dons de territoires orientaux de la république romaine à Cléopâtre VII et ses enfants. Cette dernière ainsi que Césarion furent couronnés dirigeants de la province d'Égypte ainsi que de l'île de Chypre, Alexandre Hélios fut couronné gouverneur d'Arménie, de Médie et de Parthie, Cléopâtre Séléné II reçut la Cyrénaïque et la Libye et enfin Ptolémée Philadelphe la Phénicie, la Syrie et la Cilicie. Cléopâtre prit le titre de « reine des rois » et Césarion « roi des rois ».
Cette cérémonie servit de prétexte à Octave pour intensifier ses attaques contre Antoine. Le 1er janvier de l'an 33 av. J.-C., il prononce un discours virulent durant lequel il reproche à son rival d'avoir parodié le rituel romain du triomphe. Il l’accuse également d’avoir bradé les intérêts de Rome en Orient et outragé sa sœur. Malheureusement pour lui, le Sénat et le peuple de Rome ne furent pas convaincus par ce type d'actions violentes. De son côté, Marc Antoine réplique en reprochant à Octave de l’avoir empêché de recruter des soldats en Italie, d’avoir exclu ses vétérans des distributions de terres dans la Péninsule et enfin d’avoir destitué Lépide en s'appropriant tous les territoires autrefois attribués à leur ancien collègue.
Les querelles entre les deux hommes vont se poursuivre jusqu'à la fin de l'année et l'année suivante par l'intermédiaire de leurs partisans respectifs. Marcus Agrippa, fidèle ami d'Octave, profite ainsi de son statut d'édile de Rome pour expulser les astrologues et les magiciens (dont la plupart viennent d'Orient) au motif qu'ils saperaient les fondements de la religion romaine traditionnelle en même temps que l'autorité d'Octave, en prédisant la future victoire d'Antoine. Antoine réplique au Sénat par l'intermédiaire du consul Caius Sosius, l'un de ses plus fidèles partisans, qui, au mois de février 32, prononce un virulent discours contre Octave, tout en faisant l’apologie d’Antoine. Octave réunit alors des partisans armés, pénètre dans le Sénat et répond aux attaques de Caius Sosius avant de faire lever la séance. En guise de protestation, les consuls et une partie des sénateurs partent se réfugier auprès de Marc Antoine à Éphèse. Pour sauver les apparences, Octave ira proclamer qu'il les a laissé partir de son plein gré.
Mais la chance tourna pour Octave quand Antoine se maria à Cléopâtre en 32 av. J.-C. avant de répudier Octavie. Cet acte combiné à des informations prévoyant qu'Antoine comptait établir un second Sénat basé à Alexandrie créèrent un environnement idéal pour qu'Octavien retire le pouvoir d'Antoine.
Octavien convoqua ainsi le Sénat et accusa Marc Antoine d'avoir des sentiments anti-romains. Il s'empara illégalement du testament de Marc Antoine déposé dans le temple de Vesta. Par ce document, Antoine, qui avait reconnu Césarion comme l'héritier légal de César, cédait ses possessions à Cléopâtre et ses enfants et déclarait aussi son désir d'être enterré avec cette dernière à Alexandrie au lieu de Rome. Les Sénateurs ne furent pas en désaccord en ce qui concerne les deux premiers points mais le fait qu'Antoine veuille être enterré en dehors de Rome provoqua chez eux une colère certaine. Octavien, politicien inné qu'il était, blâma Cléopâtre mais pas Antoine. Par conséquent, le Sénat déclara la guerre à Cléopâtre, Octavien sachant pertinemment que Marc Antoine viendrait à son aide.
Quand Cléopâtre apprit que Rome lui avait déclaré la guerre, Antoine réagit de suite et lança ses armées vers l'Égypte pour lui fournir un soutien armé. Immédiatement, le Sénat retira l'ensemble des pouvoirs officiels détenus par Antoine et le jugea comme un hors-la-loi et un traître envers Rome. Octavien mobilisa toutes ses légions, estimées alors à près de 200 000 légionnaires romains. Cléopâtre et Antoine firent de même en rassemblant approximativement le même nombre de soldats répartis entre infanterie lourde romaine et infanterie légère égyptienne.

## L'antagonisme entre mondes grec et romain en Méditerranée
L'Égypte, le plus riche royaume des successeurs d'Alexandre le Grand (les Diadoques), est devenu un État client et soumis à Rome quelques années plus tôt (plus précisément sous Jules César en 48 av J-C). État client, donc vassal de Rome, il est cependant toujours gouverné par les Lagides, Cléopâtre VII étant la dernière souveraine de la dynastie des Ptolémées, et constitue par ailleurs le principal fournisseur de blé de Rome. Comme « le pain et les jeux » sont une des principales préoccupations des hommes politiques romains pour conserver le soutien de la plèbe, son rôle économique est fondamental en Méditerranée orientale.
La Grèce quant à elle est devenue une province romaine. Mais son rayonnement culturel est toujours très présent. Les philosophes d'Athènes font de cette cité un pôle de premier ordre où les fils de patriciens romains viennent y étudier la rhétorique et les lettres.
Quand Marc Antoine s'installe à Alexandrie, le monde grec est constitué de l'Égypte (terre de légendes dépositaire d'une culture s'étendant sur plusieurs millénaires) ainsi que d'Athènes, véritable centre culturel du monde antique. Ce sont ces deux seuls pôles qui, en Méditerranée antique, égalent réellement l'importance et la puissance de Rome (Carthage ayant été détruite en -146 par Scipion Émilien et Byzance n'ayant pas encore le rayonnement qu'elle obtiendra sous Justinien).
Une fois le territoire (pas encore l'Empire qu'établira Octave Auguste)  partagé entre Octave et Marc Antoine, ce dernier développe un goût certain pour la culture et la richesse grecques mais il devient également l'amant de Cléopâtre. Un certain nombre de questions lui viennent alors à l'esprit : qu'est-ce-qui l'empêcherait de refonder l'empire d'Alexandre le Grand ? Octave et le Sénat ont-ils été inquiétés par cette perspective ? Les forces centrifuges internes à Rome qui animent alors la période des Guerres civiles ne pouvaient que faire rebondir une telle situation.

## Le conflit

### Théâtre naval

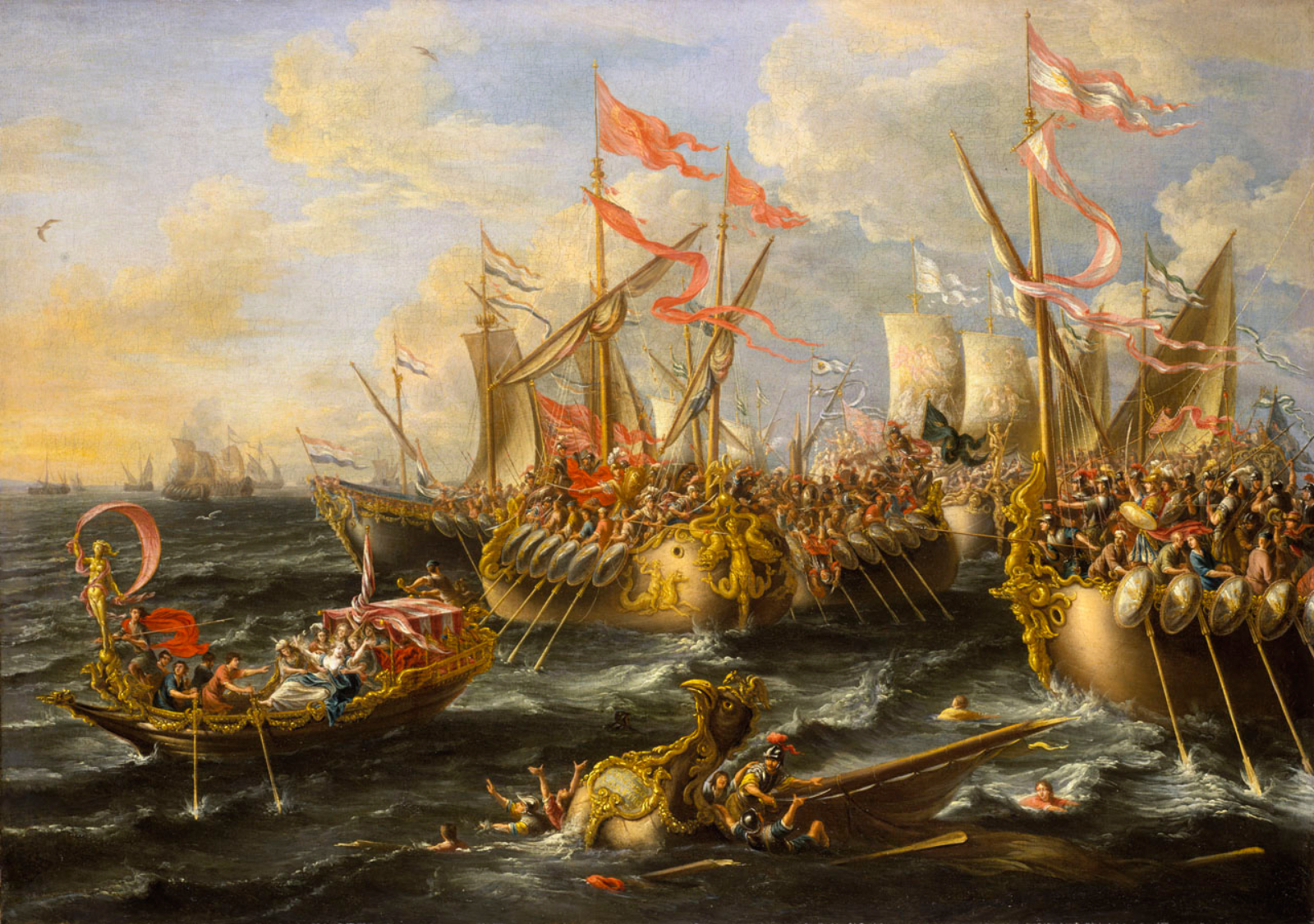
La bataille d'Actium fut la bataille décisive du théâtre militaire naval.

À la mi-été de l'an 31 av. J.-C., Antoine manœuvra son armée en direction de la Grèce et Octavien le suivit peu de temps après. Octavien amena avec lui son chef militaire, conseiller et proche ami Marcus Vipsanius Agrippa pour lui donner le commandement de ses forces navales. Bien que les forces terrestres se révélassent comparables d'un point de vue numérique, la flotte d'Octavien était supérieure. En effet, la flotte d'Antoine était constituée de gros vaisseaux, mais avec des équipages et des commandants inexpérimentés. La flotte d'Octavien quant à elle était plus réduite mais ses navires se révélaient donc plus manœuvrables et constitués de marins expérimentés.
Octavien fit traverser la mer Adriatique à ses troupes afin d'affronter Antoine près d'Actium. Dans le même temps, Agrippa coupa les lignes de soutien d'Antoine avec sa flotte. Caius Sosius, qui commandait un escadron au sein de la flotte de Marc Antoine réussit à battre l'escadron de Lucius Arruntius et l'obligea à prendre la fuite. L'arrivée de Marcus Agrippa retourna la situation : l'allié de Caius Sosius, Tarcondimotus, qui était roi de Cilicie, fut tué et Socius lui-même fut contraint de se retirer.
Marc Antoine décida de ne pas attaquer au risque de subir des pertes inutiles. À l'inverse, Octavien voulait livrer bataille contre Marc Antoine sur mer où ses marins expérimentés auraient de grandes chances de dominer. En conséquence, Marc Antoine et Octavien s'engagèrent dans une tactique de terre déserte pendant un certain temps. À la fin de l'été, quand les premiers jours d'automne arrivèrent, les deux hommes se préparèrent pour livrer une bataille de positions.
Le premier conflit de la guerre a lieu quand le général d'Octavien, Agrippa, capture la ville et également port naval grec de Méthone. La cité avait été auparavant loyale à Antoine. Bien que celui-ci fût un soldat expérimenté, il n'avait pas les connaissances des tactiques de combat naval, ce qui le mena à sa défaite. Il dirigea sa flotte vers Actium où les navires et l'armée d'Octave s'étaient installés. Dans ce qui est désormais connu sous le nom de bataille d'Actium, Marc Antoine, dans la journée du 2 septembre 31 av. J.-C., déplaça ses imposantes quinquérèmes à travers le détroit puis en pleine mer. C'est là que les navires liburniens d'Octave, légers et manœuvrables, se mirent en formation de bataille contre les navires de guerre d'Antoine. Cléopâtre resta à l'arrière des lignes de navires dans sa barge royale.
Un coup dur fut porté aux forces de Marc Antoine quand l'un de ses anciens et meilleurs généraux délivra à Octave le plan de bataille d'Antoine. Ce dernier avait espéré utiliser ses plus gros navires pour refouler l'aile d'Agrippa à l'extrémité nord de sa ligne de navires, mais la totalité de la flotte d'Octave resta prudemment et judicieusement hors de portée d'une quelconque attaque. Peu après midi, Antoine se vit contraint d'étendre sa ligne en dehors de la protection que lui apportait la côte et le rivage, et engagea finalement le combat contre l'ennemi. La flotte d'Octave, composée des équipages jeunes et très bien entraînés, mit rapidement en déroute la flotte de Marc Antoine, certes importante en nombre, mais inexpérimentée. Les soldats sous les ordres d'Octave avaient en effet passé des années à combattre lors des batailles navales romaines antérieures, où l'un des objectifs était de heurter le navire ennemi et d'éliminer dans le même temps l'équipage situé sur le pont supérieur au moyen d'une pluie de flèches et de pierres lancées par des catapultes assez grosses pour pouvoir décapiter un homme.
Pendant que les autres armées restaient à l'écart de la bataille navale, elles virent que Marc Antoine était en train d'être repoussé par les navires d'Agrippa. Voyant que l'affrontement tournait à l'avantage d'Octave, la flotte de Cléopâtre se retira vers le large sans avoir pris part à aucun combat, laissant ainsi Antoine se battre seul contre Octave. Sa flotte ouvrit un passage à travers le blocus mis en place par Agrippa à travers lequel Cléopâtre put ainsi se faufiler afin d'échapper à son adversaire et fut suivie par la suite de près par les navires d'Antoine. Les commandants des forces terrestres d'Antoine, qui étaient supposés le suivre vers l'Asie, se rendirent en fait avec leurs légions sans combattre. Marc Antoine se retira de la bataille dans un petit vaisseau, conservant ainsi son étendard (le déshonneur suprême pour les Romains étant de se le faire prendre par l'ennemi) et réussit par la suite à s'enfuir vers Alexandrie. À la fin de la journée, la flotte entière de Marc Antoine gisait par le fond et le monde romain avait été témoin de la plus grande bataille navale qui le restera durant presque 200 ans[réf. nécessaire].

### Campagne terrestre
Avec près de 60 légions sous son contrôle (approximativement 360 000 hommes), Octave est sans conteste le maître indiscuté du monde romain. Bien qu'il veuille immédiatement poursuivre Antoine et Cléopâtre, un nombre important de vétérans aspirent à retrouver leur foyer et leur famille. Octave accepte de retirer ceux ayant servi Rome durant de longues années, ce qui représente pratiquement 10 légions selon certaines sources. Beaucoup de ces légionnaires s'étaient en effet battus sous Jules César une vingtaine d'années plus tôt.
Au printemps de l'an 30 av. J.-C., Octave, rejetant l'idée de transporter son armée par voie maritime, décide de la faire passer par l'Asie pour envahir l'Égypte. En effet, Antoine reçoit la plupart de ses soutiens de la part des royaumes d'Asie clients de Rome et cette solution assure à Octave qu'Antoine ne pourra pas faire valoir son autorité dans ces provinces. Pendant ce temps, Antoine tente de s'assurer le soutien des légions de Cyrénaïque du proconsul Lucius Pinarius Scarpus, passé du côté d'Octave. Octave ordonne à Pinarius de faire avancer ses quatre légions depuis l'ouest en direction d'Alexandrie pendant que lui-même progresse depuis l'est. Piégés en Égypte avec ce qui reste de leur armée, Antoine et Cléopâtre ne peuvent qu'attendre l'arrivée d'Octave.

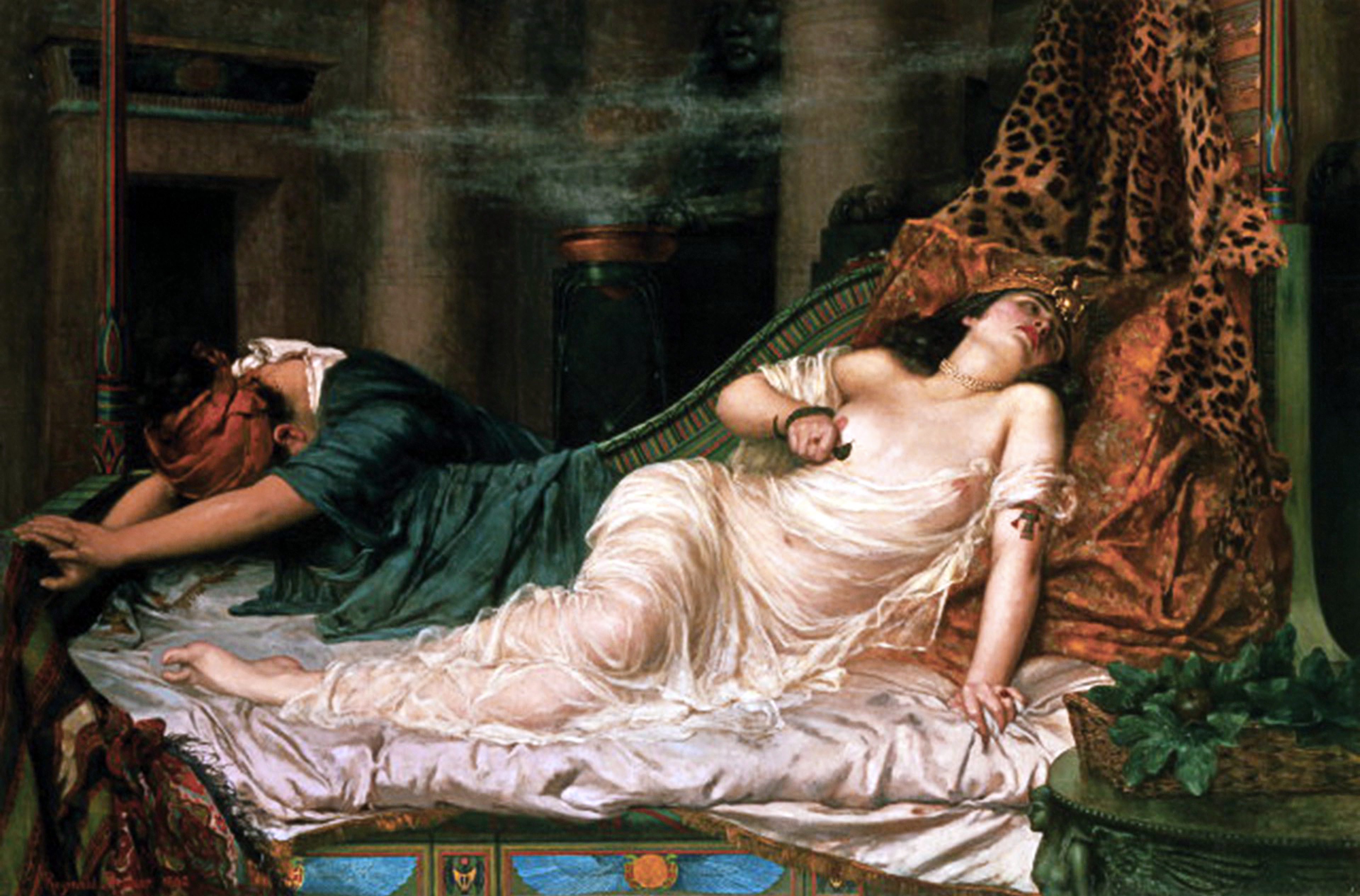
La Mort de Cléopâtre par Reginald Arthur.

Pinarius arrive en premier devant Alexandrie et Antoine, qui ne sait pas qu'il est en infériorité numérique de deux contre un, l'attaque aussitôt avec ses 10 000 hommes. L'armée d'Antoine est annihilée dans la bataille et, quand Octave arrive, il reçoit la reddition de ce qui reste de la cavalerie et de la flotte d'Antoine. Antoine voit donc son armée et ses espoirs de domination de Rome passer à Octave et, dans la tradition romaine, se laisse tomber sur son épée le 1er août. Cléopâtre ne suit pas immédiatement Antoine dans le suicide. À la place, elle entame des négociations avec Octave, le suppliant d'épargner la vie de Césarion. Mais Octave refuse et, alors qu'il donne l'ordre de faire tuer Césarion, l'informe qu'il veut la ramener à Rome pour son triomphe. Selon Strabon, Cléopâtre se donne alors la mort en se faisant mordre par un serpent venimeux ou en s'appliquant une pommade empoisonnée. Ainsi, avec la mort de Cléopâtre, se termine la dernière guerre de la République romaine.

## Conséquences

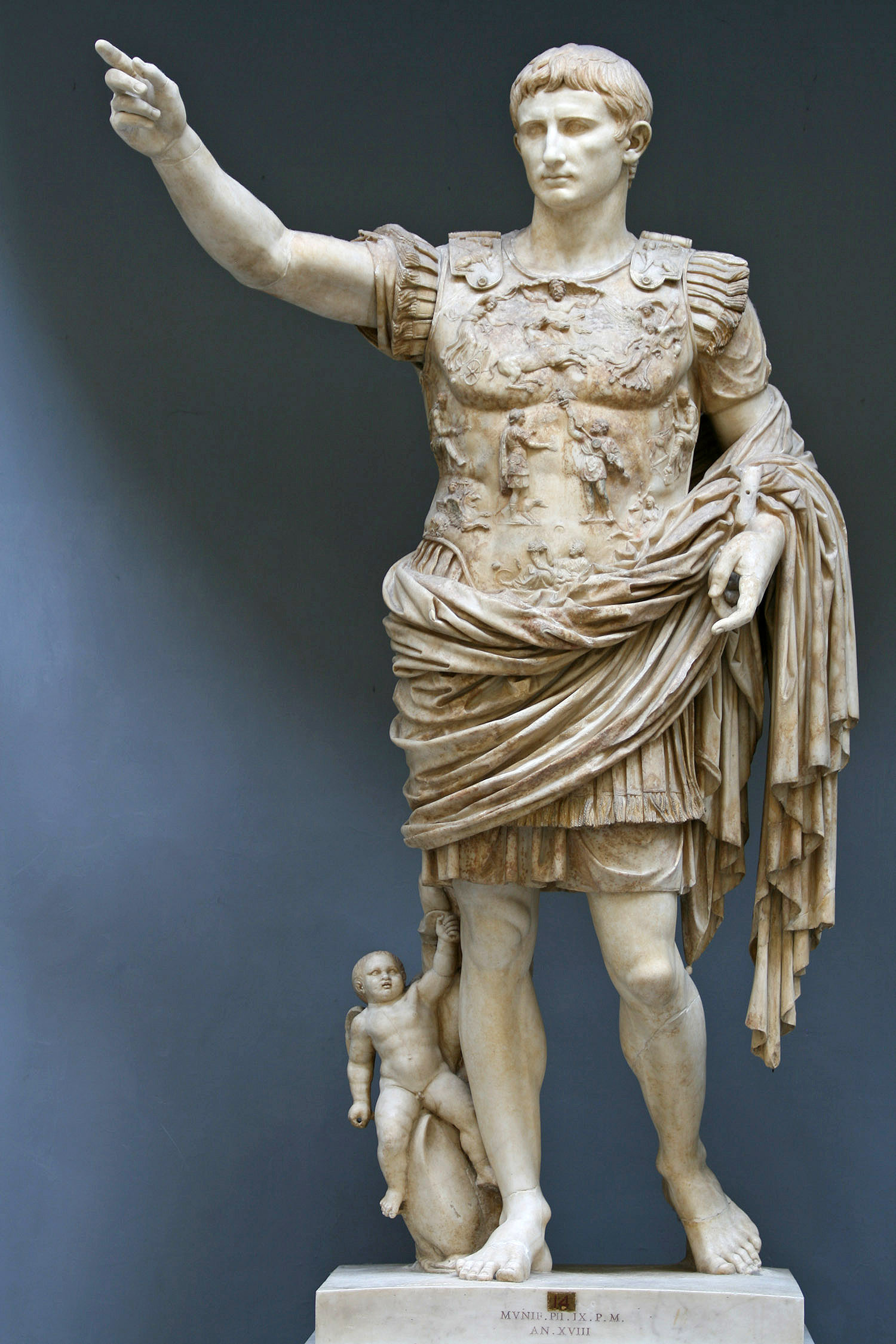
Statue d'Auguste, le premier empereur romain.

Moins d'un mois plus tard, Octave est proclamé pharaon et l'Égypte devient sa possession personnelle. Il contrôle désormais toutes les provinces de Rome et plus de 50 légions et est le maître incontesté de Rome. Il fait exécuter les derniers partisans d'Antoine et, trois ans plus tard, se voit confier par le Sénat des pouvoirs sans précédent et se fait nommer Auguste. Il réunit les moitiés orientale et occidentale de la République pour en faire l'Empire romain dont il devient le premier empereur.  
Dans les mois et les années suivants, Auguste promulgue une série de lois qui, bien que préservant l'apparence de la République, lui laisse le pouvoir absolu. Il pose ainsi les fondations de l'empire et, bien que le Sénat conserve une certaine autorité sur certaines provinces, les provinces les plus importantes et qui requièrent le plus grand nombre de légions, telles que la Syrie, l'Égypte ou la Gaule, sont désormais directement gouvernés par Auguste et par les empereurs qui vont lui succéder.
Avec la fin de la guerre civile, la République est ainsi remplacée par l'Empire et le règne d'Auguste inaugure un âge d'or pour la culture romaine et assure une stabilité que Rome n'a pas connue depuis un siècle. Rome contrôle désormais tout le monde méditerranéen et la Pax Romana va régner en Europe pour quelques siècles, la plus longue période de paix qu'ait connue le continent. L'Empire fondé par Auguste va durer en Occident jusqu'à la chute de Rome en l'an 476. La partie orientale de l'Empire va quant à elle perdurer sous la forme de l'Empire byzantin jusqu'en 1453.

## Série télévisée
Rome, produite par HBO , est une série télévisée diffusée en deux saisons, retraçant l'histoire de la République romaine, depuis la fin de la guerre des Gaules jusqu'à l'avènement d'Auguste. La dernière guerre civile de la république romaine est traitée directement dans les épisodes 9 et 10 de la saison 2. Les personnages d'Octave et de Marc Antoine sont joués respectivement par Simon Woods et James Purefoy. La série fut diffusée en France en 2006 sur Canal+